# Легенда про Куміхо
Легенда про Куміхо (кор. 구미호뎐) — південнокорейська телевізійна драма з Лі Дон Уком, Чо Бо А та Кім Бомом у головних ролях. Вона складається з 16 серій, які транслювалися на tvN з 7 жовтня по 3 грудня 2020 року щосереди та четверга о 22:30 (KST).
18 листопада 2020 року серіал зробив тижневу перерву в ефірі, щоб забезпечити краще виробництво наступних чотирьох епізодів, і показав спеціальний закулісний випуск «Легенда про Куміхо: 600-річна легенда» (кор. 구미호뎐-600년의 전설). З 18 листопада по 4 грудня також транслювався трисерійний спін-офф під назвою «Легенда про Куміхо: Нерозказана історія» (кор. 구미호뎐: 못다한 이야기), головними персонажами якого були Лі Ран та його спільниця Кі Юрі. Другий сезон під назвою «Легенда про Куміхо. 1938» зараз знаходиться у виробництві та вийде в 2023 році. Лі Дон Ук і Кім Бом повторять свої ролі, а головну жіночу роль зіграє Кім Со Йон. Також з'являться деякі нові персонажі, одного з яких зіграє Рю Кюн Су.

## Синопсис
Лі Йон (Лі Дон Ук), більш ніж 1000-річний Куміхо і колишній гірський дух-охоронець Беґдудеґана, тепер є міським жителем. Він працює з Талуйпою (Кім Чон Нан), агенткою імміграційного офісу загробного життя і захисницею річки Самдо, щоб викорінити надприродних істот, які загрожують смертному світу. Він живе в місті, де йому допомагає його вірний підданий, ветеринар і товариш Куміхо, Ґу Шін Джу.
Під час місії зловити лисицю, яка вбила та з’їла печінку багатьох людей і тепер виходить заміж за чоловіка під виглядом людини, Лі Йона помітила Нам Джіа (Чо Бо А), розумна і безстрашна продюсерка, що працює на TVC Station.
Джіа впізнає Йона, коли той залишає місце події, і пізніше помічає його на записі відеокамери через його червону парасольку, що помітно виділяється. Вона знаходить місце проживання Йон, підозрює його в надприродності, і в кінцевому підсумку перевіряє свою теорію, стрибнувши з його квартири з картою пам'яті, яка містить відео, як Йон бореться з іншою лисицею (Лі Ран, його зведений брат) за допомогою своїх сил, змушуючи Йона слідувати за нею і врятувати її.
Потім з'ясовується, що в дитинстві, на свій дев'ятий день народження, Нам Джіа потрапила в ДТП, після якої припускалося, що її батьки загинули. Однак Джіа — єдина, хто пам’ятає, що двоє інших осіб, не люди, видавали себе за її батьків. Це були лисиці, які намагалися з'їсти Джіа, але її врятував Лі Йон. Він змусив дівчинку забути його, проте магія не спрацювала на ній. Пізніше вона опинилася на місці аварії, але тіла її батьків так і не знайшли.
Це спонукало її повірити, що її батьки живі, і тому Джіа вирішила досліджувати надприродних істот та шукати будь-який спосіб знайти та врятувати своїх батьків.
Пізніше в серіалі з'ясовується, що Нам Джіа є реінкарнацією А-Им, дівчини, яка була першим коханням Йона.
Вона загинула від рук Йона, намагаючись врятувати його від Імуґі, злого змія, який хотів вселитися в тіло гірського духа-охоронця. Зловживаючи своїми повноваженнями, Йон зупинив човен, який перевозив А-Им через ріку Самдо, поцілував її і дав їй лисячу намистину, попросивши її пообіцяти перевтілитися. У відповідь він пообіцяв А-Им, що коли вона повернеться, він знайде її завдяки намистині.
Протягом століть Йон зустрів кілька дівчат, схожих на А-Им, але жодна з них не мала лисячої намистини.
Лі Йон намагається боротися зі своїм потягом до Нам Джіа, який зростає, незважаючи на відсутність у неї лисячої намистини. Історія розвивається, коли він намагається зрозуміти, чому Джіа не тільки виглядає як А-Им, а й має подібні звички, та дізнається, що вона справді є його першим коханням.
Тим часом Йон також має справлятися з Лі Раном (Кім Бом), його зведеним братом, який відчував себе покинутим, коли Йон зрікся свого поста гірського духа-охоронця, щоб працювати з Талуйпою в обмін на реінкарнацію А-Им. Ран глибоко ображений на свого брата за те, що він обрав А-Им замість нього і посади захисника гори. З допомогою Кі Юрі (Кім Йонджі) він постійно завдає шкоди людям, щоб протистояти своєму братові.
Сюди також додається перероджений Імуґі, який цього разу хоче заволодіти не лише тілом Йона, а й серцем Джіа.
Чи вдасться дев’ятихвостому гірському духу і безстрашній режисерці зберегти їхнє кохання попри всі труднощі, побороти пекельну істоту, що бажає сіяти хаос у світі, та захистити людство?

## Актори

### Головні
- Лі Дон Ук у ролі Лі Йона[8]

Титулованийний куміхо (дев'ятихвоста лисиця), колишній гірський дух і захисник Беґдудеґана, коханий А-Им/Джіа і зведений брат Лі Рана. Він виконує завдання з імміграційного офісу загробного життя, у той же час шукаючи реінкарнації А-Им. Він зустрічав кількох схожих на неї дівчат, але у жодної з них не було лисячої намистини. Він врятував Джіа, ще коли вона була дитиною, але у неї не було лисячого намистини, що змусило Йона повірити, що вона не була реінкарнацією А-Им. Пізніше в серіалі з'ясовується, що Джіа дійсно є переродженою А-Им. Її лисяча намистина з'явилася, коли Лі Йон врятував її від падіння з будівлі. Його слабкість — примула вечірня, що росте над гробницями.
- Кім Бом — Лі Ран[9]
  - Лі Джу Вон в ролі молодого Лі Рана

Напівкровний куміхо і молодший брат Лі Йона, який прагне помститися йому, пустуючи та створюючи проблеми. Він навмисно шкодить людям, що в свою чергу завдає неприємностей Йону. Він приховує свою турботливу натуру, таїть глибоку образу на брата. У дитинстві його покинула людська мати в Лісі голодних привидів. Там на нього напали привиди, але Йон врятував його. Він пішов за братом на гору, щоб почати все заново, і жив щасливо. Але коли А-Им померла, Йон покинув Беґдудеґан і зрікся свого статусу гірського духа, залишивши Рана одного, що стало причиною його ненависті до брата.
- Чо Боа в ролі Нам Джіа/Йі А-Им
  - Пак Дайон у ролі молодої Джіа/ А-Им

Нам Джіа — 30-річна продюсерка TVC Station. Вона є реінкарнацією колишньої коханої Лі Йона, Йі А-Им, 7-ї дочки короля Чосона. Щоб врятувати свого батька, який був одержимий Імуґі, вона дозволила Імуґі забрати її тіло, пообіцявши відвести його до Йона. Потім вона попросила Лі Йона вбити її, таким чином захищаючи його від самопожертви. Після перевтілення в Нам Джіа вона часто має подвійні особистості, і як пізніше з’ясовується, одна з них є частиною Імуґі, який вижив усередині неї. Імуґі використовує її для  погроз Лі Йон, щоб отримати його тіло. Коли Джіа знову спробувала пожертвувати собою, щоб захистити Йона від Імуґі, куміхо зупиненив її і дозволив Імуґі  захопити його тіло.

### Другорядні

#### Міфічні істоти довкола Лі Йона
- Кім Чон Нан — Талуйпа

Молодша сестра короля Йомра (верховного правителя підземного світу) і дружина Хьонуйона. Вона працює в імміграційному офісі загробного життя, керує списком мертвих душ і дає місії Лі Йону. Вона холодною, але має материнську прихильність до Йона, який у відповідь називає її «бабусею». У неї був син на ім'я Бок-Ґіль, який не може переродитися, оскільки покінчив життя самогубством, стрибнувши в річку Самдо, внаслідок рішення Талуйпи вбити його кохану жінку, заражену чумою.
- Ан Ґіль-Кан — Хьонуйон

Охоронець ріки Самдо, чоловік Талуйпи і батько Бок-Ґіля. Він також працює в імміграційній службі потойбічного життя і проводить інструктаж померлим душам перед тим, як вони потрапляють в підземний світ. Він слухняний і боїться своєї дружини, яка «сваталася» до нього у зневажених пародіях на народну казку «Фея і лісоруб» і корейську драму «Мені шкода, я люблю тебе», перш ніж вчинити боссам (примусово вийти за нього заміж) .
- Хван Хі — Ґу Шінджу

Вірний підданий і друг Лі Йона, також є куміхо. Після того, як він змусив невинних людей збожеволіти, щоб помститися за своїх сестер, які були вбиті людськими пастками, Шінджу втік від гірського духа, якому він раніше служив, щоб врятуватися, і опинився в лісі Лі Йона. Його врятував Лі Йон, який відмовився повернути його гірському духу, і відтоді він вирішив присвятити йому своє життя. Сьогодні він ветеринар, який може говорити з тваринами за допомогою свого чарівного намиста. Кі Юрі йому сподобалася з першого разу, коли він її зустрів, коли вона вкрала його намисто.
- Кім Суджін в ролі нареченої равлика/ Бок Хє Чжа

Власниця "Snail Bride", ресторану традиційної корейської кухні, де зазвичай обідають Лі Йон та Нам Джіа зі своїми колегами по роботі. Вона вдова, яка живе вже сотні років, і знає про всіх надприродних істот у світі. Її чоловіка з'їв тигр через трюк Духа темряви.

#### Міфічні істоти довкола Лі Рана
- Кім Йонджі як Кі Юрі[10]

Вірна спільниця Лі Рана, молода куміхо з Росії. За п'ять років до поточних подій Ран врятував її із зоопарку, де над нею знущалися. Через це вона виконує накази Рана, створюючи неприємності його ворогам. Вона взяла на себе особу 24-річної директорки універмагу Moze, яка загинула під час походу в Непал.
- Лі Тері як дорослий Імуґі /Лі Рьон/Террі
  - Кім Те Юль у ролі молодого Імуґі

Злий змій у людській подобі, ворог Лі Йона, який має силу читати думки інших. Спочатку він народився під час королівства Сілла як 9-й син в сім'ї Джінголів, але з фізичними деформаціями, подібними до змії. Батько вважав його монстром, якого потрібно було позбутися, і за порадою акушерки, яка зупинила його, боячись, що дитина може бути проклята, в певний день високосного місяця високосного року, його заблокували в печері з жертвами чуми, які негайно накинулися на дитину і перетворили її на білу змію. Щоб позбутися своєї темної в’язниці (подібно до корейського фольклору), він 1000 років чекав під водою, щоб стати драконом, але був дискваліфікований після того, як людина помітила його, коли він збирався піднятися, та перетворився на Імуґі. Першою людиною, яка ставилася до Імуґі доброзичливо, був син Талуйпи та Хьонуйона Бок-Ґіль, але, не бажаючи бачити його щастя, Імуґі заразив кохану Бок-Ґіля чумою, змусивши його втратити розум і покінчити життя самогубством на річці Самдо. Щоб задовольнити свої амбіції стати гірським духом, він оволодіває тілом короля Чосона, батька А-Им. Щоб врятувати свого батька, А-Им дозволила Імуґі заволодіти її тілом, щоб він зустрівся з Йоном, який вбив її. Через кілька століть Імуґі врешті винесло на острів Охва в 1959 році під час тайфуну Сара як «нечисту річ» і він був кинутий у криницю. Щоб воскресити його, шаман острова заманював молодих жінок як людські жертви кожного 15-го дня 7-го місячного місяця, і, незважаючи на невдалу жертву Джіа, Імуґі все ж таки переродився завдяки її пролитій крові, усім, крім одного, жителям острова і застосуванням сили Лі Йона. Будучи дитиною, Імуґі висмоктує життєву силу своїх нянь (перетворюючи їх на муміфіковані трупи), щоб повністю вирости за короткий проміжок часу, і, ставши дорослим, набуває вигляду Бок-Ґіля. Його нова мета тепер — заволодіти тілом Лі Йона і стати новим гірським духом Беґдудеґана з Нам Джіа як його нареченою. За допомогою свого слуги, генерального директора TVC Station, він прикидається Террі та стає стажером в команді Джіа. Подібно до корейського фольклору, його слабкість - це кінська кров, і метод його воскресіння - це той самий метод, щоб повністю знищити його
- Чон Сі Юль у ролі Кім Су-О

Маленький хлопчик, якого усиновив Лі Ран. У своєму попередньому житті він був Ґомдуном, чорним цуценям Лі Рана, якого подарував йому Лі Йон. Він загинув через пожежу, спричинену людьми в горах 600 років тому. Су-О вперше з'явився дитиною в парку, коли його зустрів Лі Йон. Пізніше Су-О відразу впізнав Лі Рана на тротуарі, хоча Лі Ран спочатку не відповідав взаємністю. Су-О знайшов Брови Тигра у вигляді окулярів, які можуть змусити свого власника побачити минуле життя інших людей. Ран дістав їх у нього і, одягнувши, виявив, що Су-О насправді є реінкарнацією його Ґомдуна. Пізніше Ран врятував його від вітчима, і хлопчик почав жити з ним.

#### Люди довкола Нам Джіа
- Ум Хьо Суп у ролі Квон Хе Рьона

Генеральний директор TVC Station, який таємно є слугою Imoogi. Він служив під час правління батька А-Им. Колись він приніс свою дружину і дітей в жертву імуґі, і таким чином зміг продовжити своє життя на багато століть, споживаючи людські душі, заточені в земляних вишнях (у корейському фольклорі заманювали змій). Він також врятував життя Рану після того, як він нібито був убитий Йоном, тим самим змусивши куміхо заборгувати йому. Він також є чоловіком у темно-синьому костюмі із кримінальним клеймом на лобі «Соґьон» («Західна столиця», якою був Пхеньян за часів династії Корьо; таке клеймо випалювали людям, причетним до повстання Мьочхон), який спричинив автомобільну аварію з батьками Нам Джіа. Зрештою він зраджує Імуґі, і той його вбиває, у цей час володіючи тілом Джіа.
- Чон І Со в ролі Кім Се Ром

Письменниця на TVC Station і колега Джіа. У минулому житті вона була служницею А-Им під час її вигнання, і вона була вбита своєю господинею, коли та була одержима імуґі.
- Кім Кан Мін у ролі Пьо Дже Хвана

Помічник керівника на станції TVC і співробітник Джіа. У минулому житті він був особистим євнухом А-Им під час її вигнання і був убитий нею, коли та була одержим імуґі.
- Джу Сук Те в ролі Чхве Те Сока

Керівник команди Нам Джіа, Кім Се Рома та Пьо Дже Хвана, який залицяється до Бок Хьо Джи. Пізніше виявляється, що він є реінкарнацією померлого чоловіка Бок Хе Джи.
- Кім Хі Чжон в ролі Лі Йон Сон

Мати Нам Джіа, яка працювала лікарем. Вона зникла безвісти після аварії Йоу Ґоґе 20 років тому, і виявилося, що разом зі своїм чоловіком вона була перетворена на плід земляної вишні. Зрештою вона та її чоловік були звільнені з потойбічної в’язниці завдяки допомозі Лі Йона та Лі Рана.
- Сон Йон Кю в ролі Нам Чон Су

Батько Нам Джіа, який був професором. Він пропав безвісти після аварії Йоу Ґоґе 20 років тому, і був перетворений на плід земляної вишні. Зрештою він і його дружина були звільнені з завдяки допомозі Лі Йона та Лі Рана.

#### Інші міфічні істоти
- Шім Со-Йон у ролі Духа темряви, партнера Імуґі, який поглинає чийсь найбільший страх. Вона з'являється як леді-продавчиня в зеленому вбранні, знаходить своїх жертв, безкоштовно роздаючи їм пляшковий сік, а потім показує їм двері, відкривши які вони зіткнуться зі своїм найбільшим страхом. Вона була частиною корейських міських легенд, але рідко хто міг навіть згадати її ім'я в наші дні (що, як виявляється, було її найбільшим страхом: страхом бути забутою). Серед її жертв опинилися чоловік Бок Хе Джи, а також, за вказівкою Імуґі, Лі Ран, Нам Джіа та Лі Йон. Зрештою, вона була вбита Йоном після того, як він обманом змусив її увійти в його підсвідомість. (Еп. 8 і 9)
- Ву Хьон у ролі Чансона Йоу Ґоге, який постає як загадковий старий одноокий п'яниця. Вперше він з’явився на автобусній зупинці, де Нам Джіа мала сісти в автобус, який пізніше потрапив у смертельну аварію. Він дратівливо схопив Джіа за ногу, щоб не пустити її на автобус, що врятувало їй життя. Вона зголосилася нести його на спині додому, але він попросив залишити його на узбіччі дороги. Пізніше він мимоволі спонукав Рану отримати Брови Тигра. (Еп. 1 і 5)
- Сон Ву Хьон у ролі Чон Хьон Ву, співробітника служби безпеки на станції TVC, справжня форма якого - Булґасарі (Еп. 2 і 9)
- Лі Кю Хьон — губернатор/Місячний ведмідь, колишній гірський дух і найкращий друг Лі Йона (еп. 6 і 15). Зараз він проживає в корейському народному селі, де інші надприродні духи під його опікою грають свої ролі, розважаючи туристів. Йому належало Місячне Дзеркало, одне з чотирьох дорогоцінних каменів чотирьох гірських духів. Також він надав важливу інформацію про зникнення батьків Нам Джіа, розповівши, що насправді головною ціллю була Джіа
- Лім Кі Хон — таємничий ворожбит з білими очима, який обмінює могутніми магічні предметами на найдорожче в чиємусь житті. Через нього Лі Ран продав свого брата Лі Йона в обмін на Брови Тигра. У свою чергу, Нам Джіа обміняла лисячу намистину, щоб викупити Лі Йон. Наприкінці виявляється, що він є 10-м і останнім суддею Загробного життя: королем Одо Чоллюном, який відповідає за Пекло Темряви, а також за реінкарнацію. (Еп. 6 і 16)
- Лі Чон Мін — наречена, яка насправді була куміхо. У день її весілля Лі Йон переслідував її, щоб покарати смертю за злочини, які вона вчинила проти людства. (Еп. 1)

#### Острів Охва
- Кім Йон Сон як шаман, який намагався принести в жертву Імуґі Нам Джіа. Саме вона виявила Імуґі, коли він був занесений на острів і був захований у критому колодязі для збереження. Потім вона розповсюдила шаманські народні картини Імуґі серед рибальської спільноти острова, а також заманювала молодих жінок на острів, щоб приносити їх в жертву за воскресіння Імуґі. Взамін за вірність їй було даровано довге життя та молодість, поки Лі Йон не вбив її, рятуючи Джіа (Еп. 2–3)
- До Юн Чжін — Со Пьон Хі, дочка Со Кі Чана. Вона єдина, хто таємничим чином не зникла з острова; проте саме вона прокляла товаришів по команді свого батька за допомогою шамана та Лі Рана. (Еп. 2–4)
- Мен Бон Хак — Со Кі Чан, батько Со Пьон Хі, якого вбили та з’їли його товариші по команді, коли вони загубилися в морі. (Еп. 2–3)
- Джі Хон Іль — рибалка Джін Сік. (Еп. 2–3)
- Чан Юн Чоль у ролі рибалки. (Еп. 2–3)
- Ким Дон Хьон у ролі рибалки. (Еп. 2–3)
- Кім Ґуй-Сон — капітан рибальського човна. (Еп. 2–3)
- Кім Сон Юль як гірський дух, прив'язаний до дерева. Вона передала всю інформацію, яку вона знала про Імуґі, і пізніше була звільнена Джіа. (Еп. 2–3)
- Джу Бу Чжін в образі літньої жінки. (Еп. 2–3)
- Пак Син Те в образі літньої жінки. (Еп. 2–3)

## Випуск
9 вересня 2020 року Лі Дон Ук і Чо Бо А оприлюднили постер телевізійного серіалу, який назвали «Рапсодією інтенсивної прихильності». 